# Climacoptera khalisica
Climacoptera khalisica är en amarantväxtart som beskrevs av Viktor Petrovitj Botjantsev. Climacoptera khalisica ingår i släktet Climacoptera, och familjen amarantväxter. Inga underarter finns listade i Catalogue of Life.